# Відносини Кабо-Верде — Європейський Союз
Кабо-Верде — острівна держава, частина Макаронезійської групи островів Атлантичного океану і була португальською колонією в колоніальну еру між 1460 і 1975 роками. Відносини ЄС-Кабо-Верде засновані на спеціальному партнерстві ЄС/Кабо-Верде, узгодженому в 2007 році, що базується на шести стовпах:
- Хороше керівництво
- Безпека/стабільність
- Регіональна інтеграція
- Технічна та нормативна конвергенція
- Суспільство, засноване на знаннях
- Боротьба з бідністю, розвиток.

Після цього у 2014 році було започатковано План дій щодо безпеки та стабільности та Партнерство з мобільности.
Кабо-Верде є членом Економічного співтовариства західноафриканських держав (ECOWAS), африканського регіонального блоку, який прагне до внутрішньої інтеграції, подібної до ЄС. Незважаючи на те, що Кабо-Верде ще не бере участь у всіх заходах ЕКОВАС, Кабо-Верде не може бути членом обох організацій одночасно. Він також є членом Африканського союзу, організації, яка має на меті створення спільної валюти в Африці, єдиної сили оборони для африканського континенту та глави держави Африканського союзу.
Останнім часом Кабо-Верде дистанціювався від своїх регіональних африканських партнерів  та налагодження тісніших зв'язків з ЄС. Сигналізуючи про свою підготовку до послаблення зв'язків із західноафриканським регіональним блоком,  уряд Кабо-Верде у вересні 2006 року заявив про свої наміри призупинити вільний рух товарів і торгівлю ЕКОВАС. Прем'єр-міністр Жозе Марія Невес оголосив, що його країна почне вводити обмеження на в'їзд громадян з усіх країн-членів ЕКОВАС. Незабаром уряд Кабо-Верде представить ЕКОВАС пропозиції щодо «особливого статусу» замість повного членства. Це також спроба обмежити нещодавнє зростання нелегальної імміграції інших громадян Західної Африки, використовуючи Кабо-Верде та його близькість до Канарських островів як трамплін до Європи. Кабо-Верде також є членом Загальної системи преференцій з додатковими стимулами для належного управління (GSP+).[прояснити]
Кабо-Верде також є одним із бенефіціарів програми регіонального співробітництва ЄС з португальськомовними країнами Африки (PALOP): Анголою, Гвінеєю-Бісау, Кабо-Верде та Сан-Томе і Принсіпі.

## Членство
У березні 2005 року колишній президент Португалії Маріу Соареш подав петицію, закликаючи Європейський Союз розпочати переговори про членство з Кабо-Верде, заявляючи, що країна може діяти як міст між Африкою, Латинською Америкою та ЄС.
ВВП на душу населення Кабо-Верде нижчий, ніж у нинішніх держав-членів і країн-кандидатів. Однак він вищий, ніж у деяких із західних Балкан, визначених як «потенційні країни-кандидати», напр. Боснія і Герцеговина. Freedom House у 2021 році дав Кабо-Верде максимальний бал за всі аспекти політичного плюралізму та участі та громадянських свобод. Більшість імпорту та експорту Кабо-Верде здійснюється для та з Європейського Союзу, а також має економіку, засновану на послугах. Її валюта, ескудо, прив'язана до євро.
Хоча архіпелаг Кабо-Верде географічно є частиною Африки, подібні ситуації були й раніше. Кіпр – острівна держава, яка, незважаючи на те, що географічно знаходиться в Азії, вже приєдналася до Ради Європи та ЄС. Крім того, острови Кабо-Верде є частиною того ж архіпелагу, що й Канарські острови (частина Іспанії), острови Мадейра (частина Португалії) та Азорські острови (частина Португалії), відомі як Макаронезія. Наразі ЄС не визнає Кабо-Верде європейською державою. Однак, на відміну від Марокко, формальної відмови також немає.
Доповнюючи зусилля Кабо-Верде щодо приєднання до ЄС, група островів Макаронезії (Азорські, Мадейра та Канарські острови) надає підтримку своїм регіональним побратимам.  Атлантична група островів наполягає на вході Кабо-Верде до ЄС під спеціальним статусом.